# ときめきメモリアル2 Blooming Stories
「ときめきメモリアル2 Blooming Stories」は、2000年10月4日からKONAMIより発売されている一連のシングルシリーズ。

## 概要
- ゲーム『ときめきメモリアル2 Substories』シリーズのキャラクターソングシリーズ。全10タイトル。2000年10月4日から2001年9月29日にリリースされている。
- それぞれのヒロインに完全に焦点を絞ったシリーズ。構成は、各ヒロインが主人公に対する心情を語るモノローグとそのヒロインのキャラクターソングに分かれており、双方が交互になっている。最後にキャラクターソングのkaraoke3曲を収録。
- キャラクターソングのうち1曲目は、ゲームの各キャラクターのエンディングテーマを収録。
- このシリーズと各ヒロインがそれぞれメインを務めた『ときめきメモリアル2 Substories』の作品の発売日はほぼ重なっている。
- ちなみにこのシリーズは、トラック数は多いがシングル扱いである。

## リリース一覧

### 1 寿美幸
収録曲
1. ふぇあ・あ〜・うぃ・ご〜いん？
作詞：竹広将史、作曲：メタルユーキ、編曲：Nories M・鶴由雄
  - ゲーム『ときめきメモリアル2 Substories Dancing Summer Vacation』寿美幸エンディングテーマ

原曲は「不幸のジジョー」（寿美幸テーマ曲）
2. 楽しいmisery？
3. HAMATTA!!
作詞・作曲：渡邉美佳、編曲：米光亮
4. いつか雨がやむように…
5. 恋するDolly
作詞：田中みほ、作曲：依田和夫、編曲：鶴由雄
6. Dear…
7. ふぇあ・あ〜・うぃ・ご〜いん？(karaoke)
8. HAMATTA!!(karaoke)
9. 恋するDolly(karaoke)

### 2 八重花桜梨
収録曲
1. 星空の夜に
作詞：さゆ鈴、作曲：メタルユーキ、編曲：Nories M・鶴由雄
  - ゲーム『ときめきメモリアル2 Substories Dancing Summer Vacation』八重花桜梨エンディングテーマ

原曲は「春を待ちわびて 第二楽章」（八重花桜梨テーマ曲）
2. 心、揺れて…
3. 光る波
作詞・作曲：渡邉美佳、編曲：米光亮
4. 桜の花の樹の下で…
5. 春のフリル
作詞：永森羽純、作曲・編曲：鶴由雄
6. Dear…
7. 星空の夜に(karaoke)
8. 光る波(karaoke)
9. 春のフリル(karaoke)

### 3 白雪美帆＆真帆
収録曲
1. わかってよ
歌：白雪真帆（橘ひかり）
作詞：さゆ鈴、作曲：メタルユーキ、編曲：鶴由雄
  - ゲーム『ときめきメモリアル2 Substories Dancing Summer Vacation』白雪真帆エンディングテーマ
2. fairy tale
3. My Little Blossom 〜Miho's Serenade〜
歌：白雪美帆（橘ひかり）
作詞：白峰美津子、作曲：依田和夫、編曲：鶴由雄
4. ふたりの願い
5. Garden 〜Miho and Maho's Love Song〜
歌：白雪美帆＆真帆（橘ひかり）
作詞：椎名可憐、作曲：M Rie、編曲：米光亮
6. Dear…
7. わかってよ(karaoke)
8. My Little Blossom 〜Miho's Serenade〜(karaoke)
9. Garden 〜Miho and Maho's Love Song〜(karaoke)

### 4 一文字茜
収録曲
1. 赤い鼓動
作詞：竹広将史、作曲：メタルユーキ、編曲：Nories M・鶴由雄
  - ゲーム『ときめきメモリアル2 Substories Leaping School Festival』一文字茜エンディングテーマ

原曲は「夕焼け純情ストリート」（一文字茜テーマ曲）
2. ナイショのナイショ
3. SPROUT
作詞：白峰美津子、作曲：樫原伸彦、編曲：米光亮
4. こころ、探して
5. サバンナの風
作詞：田中みほ、作曲：M Rie、編曲：鶴由雄
6. Dear…
7. 赤い鼓動(karaoke)
8. SPROUT(karaoke)
9. サバンナの風(karaoke)

### 5 赤井ほむら
収録曲
1. ゆけ！赤井ほむら！
作詞：竹広将史、作曲：メタルユーキ、編曲：Nories M・鶴由雄
  - ゲーム『ときめきメモリアル2 Substories Leaping School Festival』赤井ほむらエンディングテーマ

原曲は「炸裂!!会長キック」（赤井ほむらテーマ曲）
2. はじめの一歩
3. 風の生まれる場所
作詞：椎名可憐、作曲：坂下正俊、編曲：鶴由雄
4. My best friend
5. 自由堂々！
作詞：くまのきよみ、作曲：坂下正俊、編曲：米光亮
6. Dear…
7. ゆけ！赤井ほむら！(karaoke)
8. 風の生まれる場所(karaoke)
9. 自由堂々！(karaoke)

### 6 伊集院メイ
収録曲
1. Super Special Day
作詞・作曲：渡邉美佳、編曲：鶴由雄
  - ゲーム『ときめきメモリアル2 Substories Leaping School Festival』伊集院メイエンディングテーマ
2. わがまま天使
3. Missing Piece
作詞・作曲：松浦有希、編曲：鶴由雄
4. 約束の場所へ
5. 月へ行こう
作詞：白峰美津子、作曲：樫原伸彦、編曲：米光亮
6. Dear…
7. Super Special Day(karaoke)
8. Missing Piece(karaoke)
9. 月へ行こう(karaoke)

### 7 佐倉楓子
収録曲
1. Twilight Express
作詞：椎名可憐、作曲：宮島律子、編曲：鶴由雄
  - ゲーム『ときめきメモリアル2 Substories Memories Ringing On』佐倉楓子エンディングテーマ
2. 気分はいつも晴れ予報
3. がんばってるよ
作詞・作曲：熊井祐子、編曲：鶴由雄
4. もう一度、シンデレラ
5. relish
作詞：くまのきよみ、作曲：M Rie、編曲：米光亮
6. Dear…
7. Twilight Express(karaoke)
8. がんばってるよ(karaoke)
9. relish(karaoke)

### 8 水無月琴子
収録曲
1. 好きと云えなくて
作詞：竹広将史、作曲：メタルユーキ、編曲：Nories M・鶴由雄
ゲーム『ときめきメモリアル2 Substories Memories Ringing On』水無月琴子エンディングテーマ
原曲は「好きと云えなくて」（水無月琴子テーマ曲）
2. まだ見ぬ恋のはじまりに
3. たったひとつ
作詞：良原リエ・渡邉美佳、作曲：渡邉美佳、編曲：米光亮
4. 優しさに包まれて
5. 透明な心
作詞：椎名可憐、作曲：M Rie、編曲：鶴由雄
6. Dear…
7. 好きと云えなくて(karaoke)
8. たったひとつ(karaoke)
9. 透明な心(karaoke)

### 9 麻生華澄
収録曲
1. 普段着
作詞・作曲：熊井祐子、編曲：鶴由雄
ゲーム『ときめきメモリアル2 Substories Memories Ringing On』麻生華澄エンディングテーマ
2. 変わりゆく季節の中で
3. Soda
作詞：白峰美津子、作曲：葛口雅行、編曲：米光亮
4. 明日への翼
5. 運命（ほし）のパズル
作詞：永森羽純、作曲：MIZUKI、編曲：鶴由雄
6. Dear…
7. 普段着(karaoke)
8. Soda(karaoke)
9. 運命（ほし）のパズル(karaoke)

### 10 陽ノ下光
収録曲
1. 君が描く未来で
作詞：白峰美津子、作曲：宮島律子、編曲：鶴由雄
  - ゲーム『ときめきメモリアル2 Substories Memories Ringing On』陽ノ下光エンディングテーマ
2. おなじ空に
3. habit
作詞・作曲：熊井祐子、編曲：鶴由雄
4. そして、これからも…
5. Happy! Sparky!
作詞：田中みほ、作曲：M Rie、編曲：米光亮
6. Dear…
7. 君が描く未来で(karaoke)
8. habit(karaoke)
9. Happy! Sparky!(karaoke)